# Мегалания
Мегалания (лат. Varanus priscus) — крупнейшая из известных науке наземных ящериц. Мегалания относится к семейству варанов (Varanidae), которое по принятой в настоящее время классификации включает всего один современный род Varanus со множеством подродов и видов. Ископаемые остатки мегалании находят в северной и западной частях Австралии.

## Таксономия

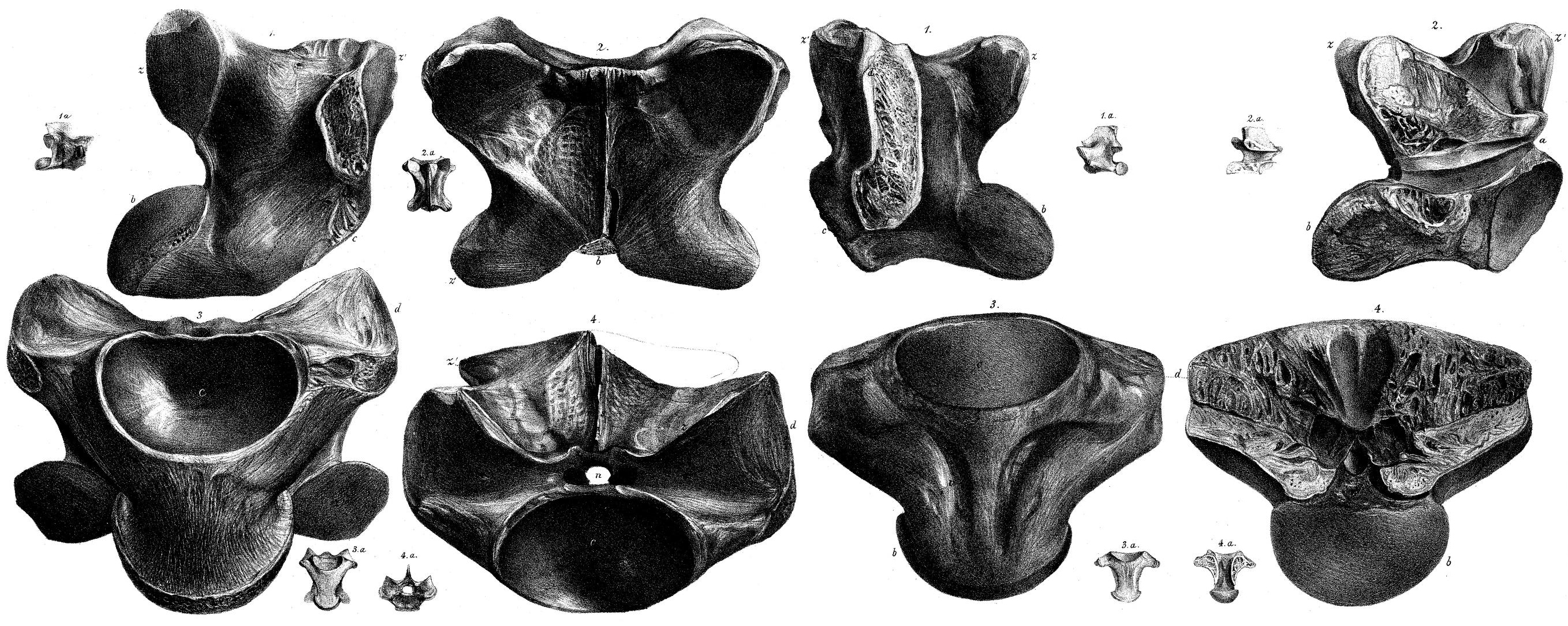
Зарисовка позвонков мегалании, 1859 год

Название Megalania prisca было дано в 1859 году сэром Ричардом Оуэном. Родовое название Megalania составлено из двух греческих слов: Mega др.-греч. Μέγας — великий, большой, и lania — модификация др.-греч. ἠλαίνω («я брожу»). Видовое название prisca — в переводе с латыни «древняя» (жен. род, поскольку Megalania — женского рода). Таким образом, полное название нового вида можно перевести как «великий древний бродяга». Близкое подобие слова др.-греч. ἠλαίνω к лат. lania («мясник» в женском роде) привело к многочисленным неверным трактовкам названия как «гигантский древний мясник».
Первоначально вид был описан Оуэном в качестве типового вида нового рода Megalania. Сейчас большинство учёных склонны относить этот вид к роду Varanus, считая название Megalania младшим синонимом. При таком подходе научное название мегалании записывается как Varanus prisca, то есть «древний варан».

## Филогения
Несколько исследований попытались установить филогенетическое положение мегалания в пределах Varanidae. Предположение о близости с гигантским вараном, крупнейшей современной ящерицей в Австралии, было высказано на основе морфологии верхней части черепа. Самое последнее исследование предлагает отношения сестринского таксона с комодским вараном, базируясь на некоторых сходствах с пёстрым вараном в качестве ближайшего современного австралийского родственника. С другой стороны, гигантский варан считается более тесно связанным с вараном Гульда и аргусовым вараном.

## Размер

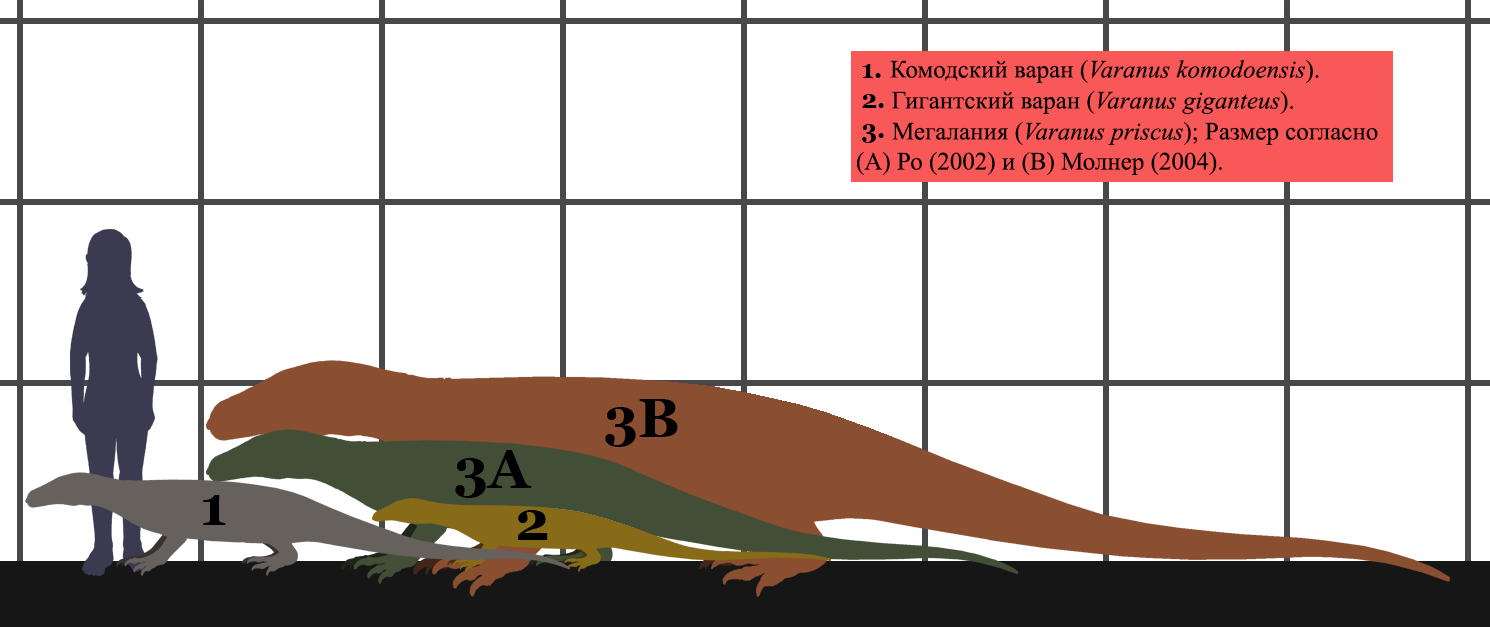
Размер мегалании по минимальным и максимальным оценкам в сравнении с двумя современными видами и человеком

Отсутствие полных или почти полных ископаемых скелетов сделало трудным точное определение размеров животного, хотя сразу стало очевидным, что она была значительно крупнее любого современного варана. По расчётам самых разных ученых, длина крупных мегаланий варьировалась от 4,5 до 9 м, а масса — от 331 до 2200 кг.
Так, первоначальные оценки указывали общую длину крупнейших образцов в 7 метров, а массу в 600—620 кг. Но в 2002 году, на основании имеющегося в литературе материала Стивен Врое указал максимальную длину мегалании в 4,5 м, а массу — в 331 кг, с предполагаемыми средними значениями для большинства взрослых особей в 3,5 м и 97-158 кг. Он также указал на то, что принятая ранее максимальная оценка длины в 7 м базировалась на некорректных методах и изучении образца, вероятно, не являющегося мегаланией. Но в 2009 году, Врое, будучи одним из соавторов другого исследования, отказался от своих прежних расчётов, поскольку они были основаны на очень скудных литературных данных, и указал длину взрослой мегалании по меньшей мере в 5,5 м, а массу — в 575 кг.
Однако, на сегодняшний день наиболее актуальными считаются оценки размеров мегалании от Ральфа Молнара. В 2004 году он определил диапазон возможных размеров гигантского вымершего варана путём проведения масштабирования от позвонков его современных родственников. По расчётам, большинство взрослых особей мегаланий имело длину 2,2—2,3 м без учета хвоста, а крупнейший рассмотренный в исследовании экземпляр — 3,8 м. Так как достаточно полных окаменелостей хвоста до сих пор неизвестно, его длина также была оценена путем сравнения с современными родственниками мегалании. Если мегалания имела относительно длинный хвост, как современный пёстрый варан (длина примерно в 2,5 раза больше длины тела), то образец с длиной 3,8 м без учета хвоста имел бы полную длину в 9,5 метров. А имея пропорции комодского варана и ряда других довольно крупных видов (хвост примерно в два раза длиннее тела), эта мегалания достигала бы примерно 7,6 м в длину. Учитывая относительную длину хвоста у современных варанов и предполагаемую экологическую нишу мегалании, большинством автором наиболее оптимальным признается именно второй вариант. Молнар также предложил третью, маловероятную реконструкцию мегалании на основе данных от Hecht (1975), который считал, что у мегалании был короткий хвост, основываясь лишь на относительной редкости находок хвостовых позвонков и на том, что у крупных варанов относительно более короткие хвосты, чем у мелких. В таком случае, общая длина мегалании с туловищем в 3,8 м достигала бы только 5,7 м. Хотя нужно отметить, из всех трех вариантов эта реконструкция, пожалуй, наименее вероятна — ни у одного из современных варанов нет такого относительно короткого по сравнению с туловищем хвоста. Принимая максимальную длину в 7 м и телосложение как у современного комодского варана, Ральф Молнар оценил массу мегалании в 1940 кг (более умеренные оценки — около 1500 кг), что близко к максимальному размеру современного гребнистого крокодила.

## Палеобиология
Этот вид обитал в Австралии в плейстоценовую эпоху, начиная с 1,6 млн назад и заканчивая примерно 40 000 лет назад. Мегалания — это самая большая наземная ящерица, известная науке на сегодняшний день. Она имела грузное тело, остеодермальные включения внутри кожи, мощные конечности и большой череп с небольшим гребнем между глазами, и челюстями, полными зубчатыми, напоминающими лезвия зубами. Зубы мегалании были относительно крупнее, чем у комодского варана, а череп относительно менее гибким и более массивным.
Мегалания, вероятно, предпочитала селиться в травянистых саваннах и разрежённых лесах, где охотилась на крупных млекопитающих, таких как дипротодоны, палорхесты и зигоматурусы. Как и современные комодские вараны, она наверняка не брезговала падалью, а также могла отнимать добычу у других хищников и оппортунистически поедать различных рептилий, птиц, мелких и средних млекопитающих и тому подобных животных, особенно на ранних этапах жизни. В 2009 году Эриксон и соавторы обнаружили, что темп роста исследуемого ими образца мегалании составлял 14 см/год за первые 13 лет жизни. Затем он снизился до 10 см/год в течение последних 2 лет. Таким образом, этот вид варана достигал гигантизма, поддерживая «детские» темпы роста в течение длительного периода времени и имея более позднее начало соматической зрелости. Задержанное достижение больших размеров, вероятно, позволяло мегаланиям охотиться на большее число представителей мегафауны, начиная от кенгуру, в то время когда хищник был ещё относительно быстр и подвижен, и заканчивая крупнейшими, относительно медлительными млекопитающими континента и падалью, когда мегалания достигала своих полных размеров.

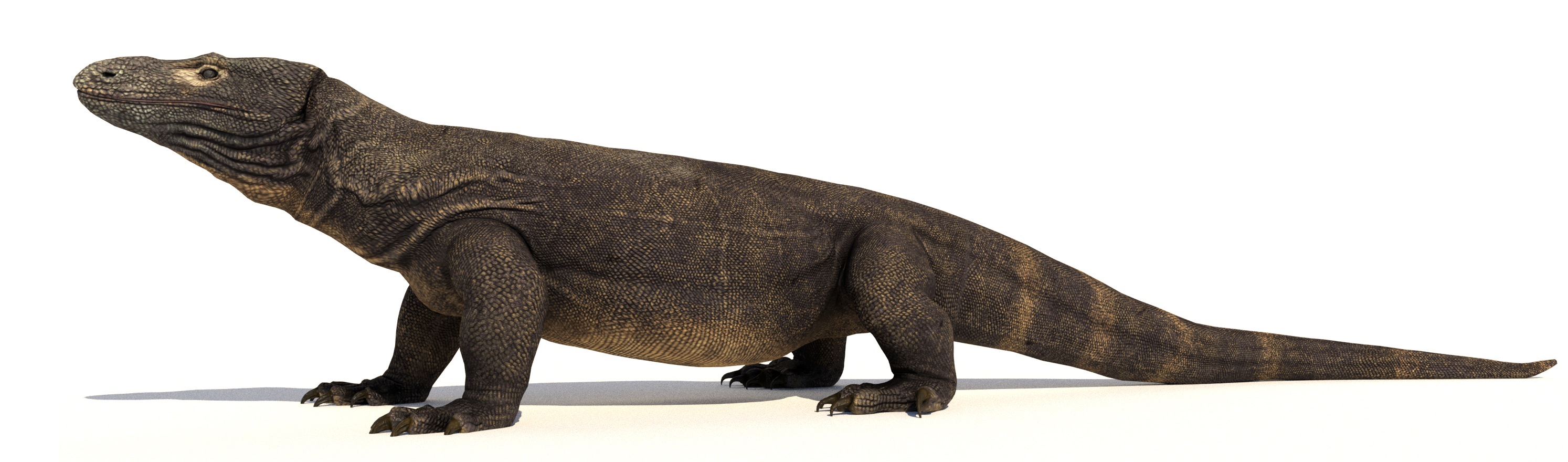
Реконструкция мегалании

Как и современный комодский варан, мегалания скорее всего охотилась из засады и обездвиживала свою жертву нанесением укусов за конечности, приводящими к перерезанию сухожилий бритвенно-острыми зубами. После этого мегалания вспарывала своей жертве брюхо, прокусывала шею или просто начинала поедать её живьем. Поскольку современный комодский варан таким образом расправляется с животными более чем в 10—15 раз тяжелее себя, у мегалании едва ли могли возникнуть какие-либо проблемы с убийством современных ей представителей мегафауны. Существует мнение, что мегалания могла быть ядовитой, подобно современным варанам. Но поскольку современные комодские вараны убивают жертву исключительно путем нанесения механических повреждений, предположение Брайана Фрая о центральной роли яда в хищнической деятельности мегалании недостаточно обосновано. Скорее всего, яд мегалании выполнял другие функции, такие как участие в пищеварении.
Редкость окаменелостей говорит о том, что мегалания была главным сухопутным хищником Австралийского континента. Однако, некоторые ученые утверждают, что не единственным. Они отмечают, что сумчатые львы гораздо более широко распространены в плейстоценовых отложений и, вероятно, были более регулярными хищниками для Австралийской мегафауны за счёт своей большей экологической пластичности. Квинканы — род наземных крокодилов, некоторые представители которого достигали по меньшей мере 3 (возможно, до 6-7 и более) метров в длину, также были отмечены как одни из высших хищников древней Австралии. Важными хищниками для австралийской мегафауны, вероятно, также были другие крупные вараны, включая населявших континент в то время комодских варанов.
Было высказано предположение, что для того, чтобы восстановить существовавшие в Австралии до плейстоцен-голоценового вымирания экосистемы и восстановить экологический баланс, желательно завести комодских варанов в Австралию, чтобы они стали своеобразным «аналогом мегалании» и контролировали численность крупных инвазивных плацентарных млекопитающих, таких как буйволы, лошади и верблюды, с которыми не в силах справиться ни один австралийских хищник современности, за исключением полуводного гребнистого крокодила, обитающего только в северной части континента. Впрочем, учитывая что комодский варан существовал в Австралии ещё до появления мегалании, сосуществовал с мегаланиями в некоторых местах обитания и, вероятно, вымер вместе с остальной мегафауной, его интерпретация как экологического аналога мегалании скорее всего неверна.
В исследовании, опубликованном в 2009 году и использовавшем оценки Стивена Врое, скорость мегалании на основе расчёта по 18 близкородственных видах ящериц была оценена в 2,6—3,0 м/с. Эта скорость сопоставима со скоростью бега современного австралийского пресноводного крокодила. Но здесь также стоит учитывать тот факт, что мегалания, как и современные вараны, скорее всего, была заметно выносливее крокодилов при беге на суше.

## Мегалания в криптозоологии
В конце 1990-х было много сообщений и слухов о проживании мегаланий в Австралии или в Новой Гвинее. Австралийский криптозоолог Рекс Джилрой заявил, что мегалания всё ещё жива сегодня, и это — только вопрос времени, когда она будет обнаружена. В сказаниях и легендах австралийских аборигенов также упоминаются гигантские ящерицы, что может свидетельствовать о контакте их предков с подобными рептилиями (вроде комодских варанов, перенти или мегаланий).
Возможность того, что популяция гигантских ящериц в австралийской необжитой местности не вымерла, маловероятна, поскольку сообщения о гигантских ящерицах в тех местах начали появляться лишь после того, как мегалания была впервые описана учёными.